# フライトコンピューター

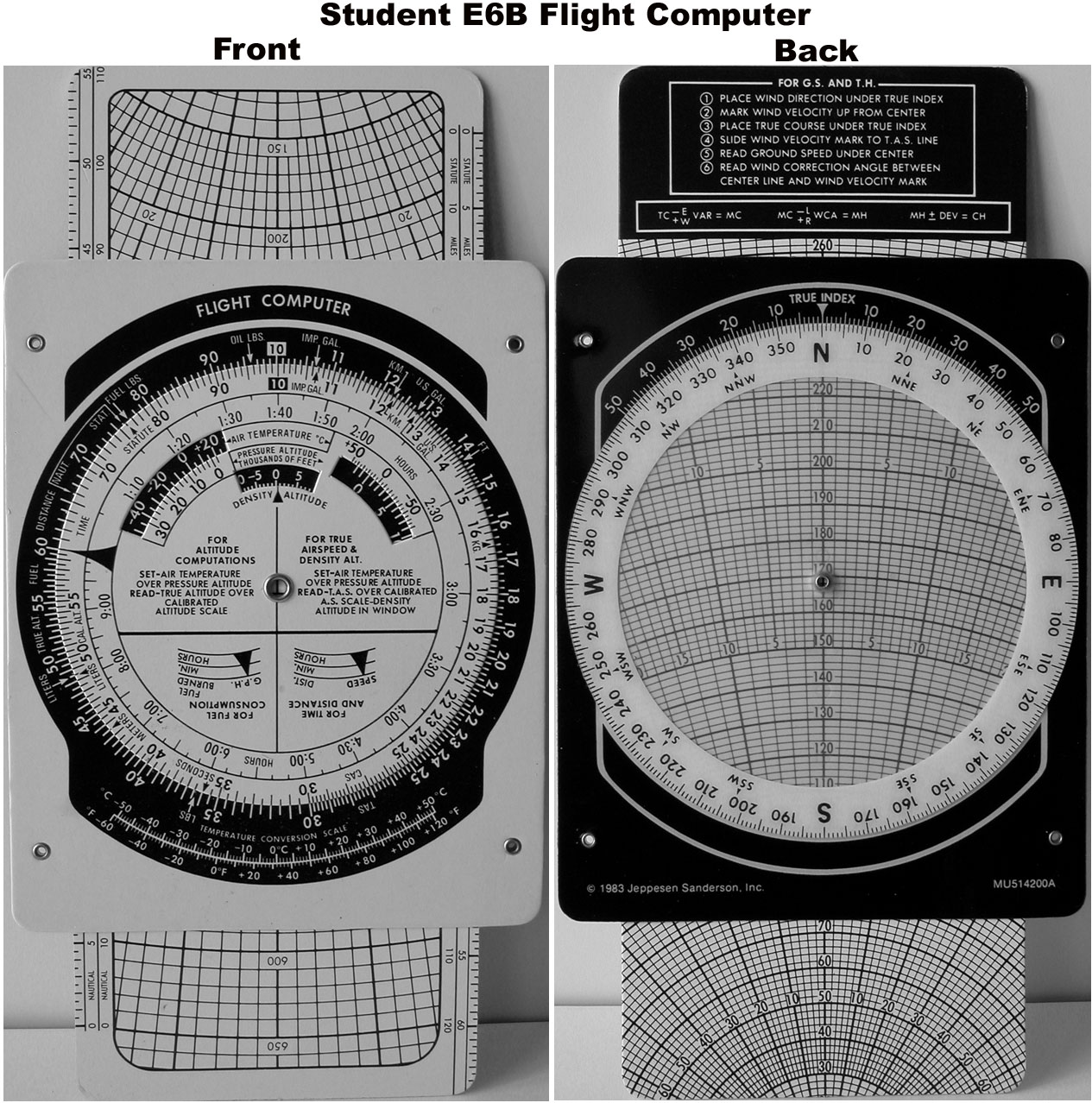
フライトコンピューターの一つ『E6B』

フライトコンピューター（英: Flight computer）とは計算尺の一種。航空機のパイロットが推測航法を行うため飛行中に速度、距離、時間、燃料を素早く計算できるように特化されている。日本語では航法計算盤とも。
地図、プロッター（地図から距離と角度を測る道具）、方位計、時計と組み合わせればアナログ式(ただし、汎用の計算尺と同様に入出力はデジタル)の航法システムとして機能する。また補助機能として対気速度の変換、高度の補正、風の影響を計算する目盛りを追加したものもある。

## 概要

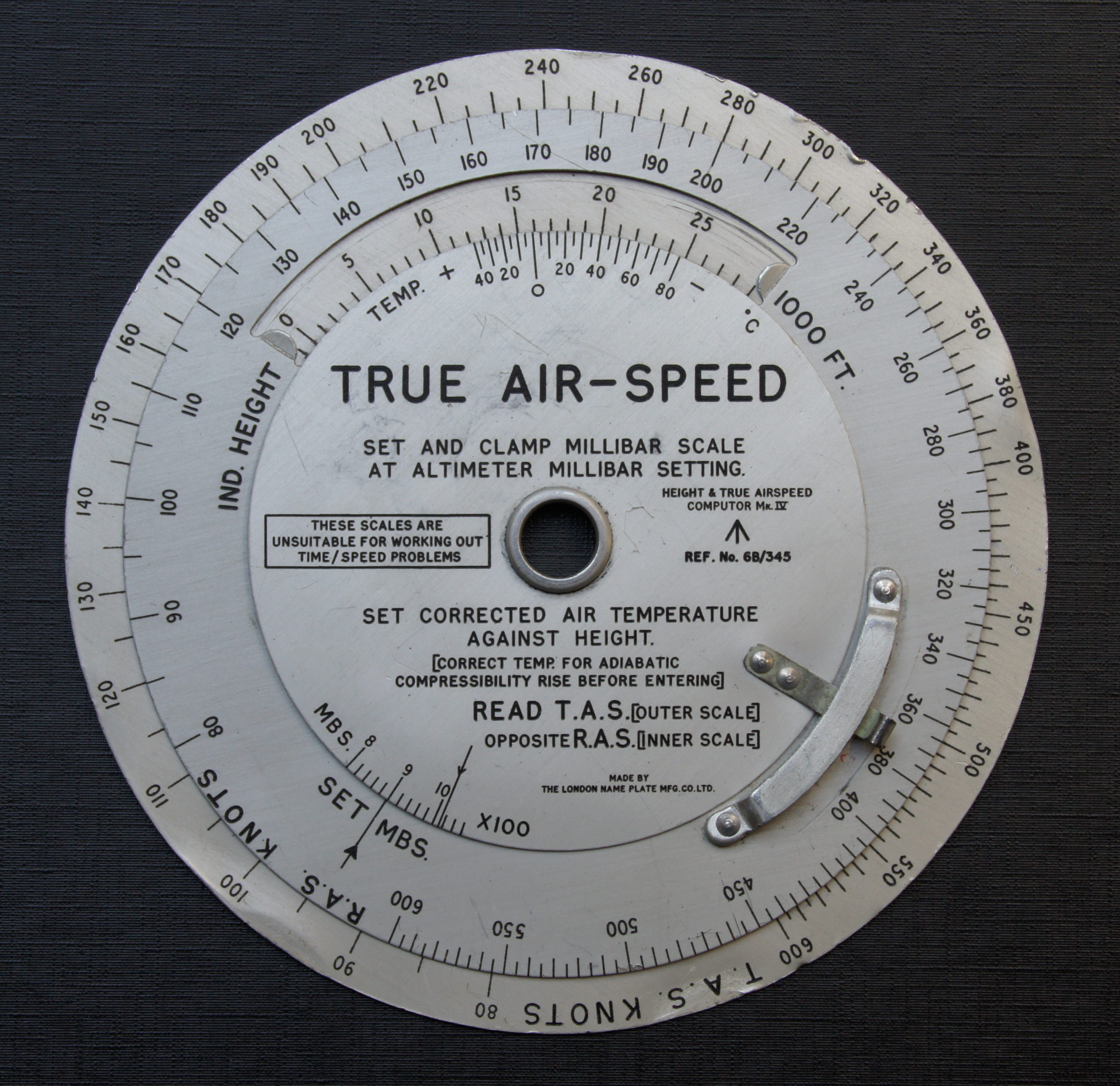
速度計算に特化されたフライトコンピューター。ロンドンネームプレート製「6B-345対気速度計算機」

航空機が登場した当初は航法機器は存在せず、有視界飛行方式のみであった。その後地文航法が利用されていたが陸地が目視できない洋上では使えなかった。船舶で使われていた天測航法は高速化した航空機では誤差が大きく、狭い機内で六分儀を使うことには制限があり、天候が悪い場合には使えなかった。飛行機は風の影響を受けやすく方位磁針のみに頼った場合、誤差が大きくなり現実的ではないため、機内で補正計算を行える道具として考案された。
フライトコンピューターは電波航法が実用化されるまでは、全天候で使える航法装置として重要な存在であった。計算尺であるため結果は概算となるが、航空機はそこまで精密な動作が出来ないため問題は少ない。小型機ではパイロットが自ら計算するが、大型機では高度な航法訓練を受けた航空士が細かく計算して精度を高めていた。
短距離では問題ないが長距離では誤差が大きく、計算中は手を使うため単座機では使いにくいなどの問題があった。ブライトリングは小型機のパイロット向けとして、1942年にフライトコンピューター機能を搭載した腕時計『ナビタイマー』を発売している。
電卓の小型化により計算式を見ながら電卓で計算することが多くなり、その後関数電卓機能を応用したデジタル・フライトコンピューターが登場すると従来型は故障時の予備扱いとなった。特に旅客機では各地で電波航法の整備が進んだことや慣性航法装置が標準装備となると実用性が薄れ、グローバル・ポジショニング・システム（GPS）や広域航法を使用する高精度な航法装置自体がオートパイロットと統合されたアビオニクスの一部となっていることもあり、デジタル・フライトコンピューターも予備扱いとなり、人間が飛行中に航路を逐次計算しながら導出すること自体がなくなった。
しかし軽量で故障しにくく安価であるため、趣味で小型機に乗るパイロットには予備として持つ者もいる。また操縦士の試験では筆記・実技共に必須であるため製造は続いている。近年では試験においてデジタル・フライトコンピューターの使用を認める国が多い。
アメリカでは特許切れによりコピー品が多いE6B、日本ではコンサイス製のAN-2が多く使われている。ブライトリングではフライトコンピューターを内蔵した腕時計を現代でも製造している。
対気速度の補正計算に特化されたもの、航空機関士向けに燃料計算用も存在したが、現代では需要がほぼ無いため製造はされていない。

## 精度
大日本帝国海軍では様々な洋上航法を研究しており、特に長大な航続力を有する零式艦上戦闘機の採用後は実際に長距離飛行を行っている。
当時の洋上航法は、操縦しながらフライトコンピューターを使って計算するだけでなく、海面の波頭、波紋の様子を観察してビューフォート風力階級表によって風向と風力を予測、風で流された針路を偏流修正、対地速度を計算し距離と時間を算出予測するものだった。その精度は、洋上150海里を進出して変針し、その後に方向と時間を距離計算して帰投し、その地点からの矩形捜索によって晴天目視で母艦艦隊位置確認可能な誤差範囲（例えば20海里）におさめる程度の精度であり、天気が良ければ帰投できる程度であった。しかし有視界飛行方式の時代に単座機が洋上の空母から発艦し計器飛行で帰投できることは重要な意味を持っていた。

## 市販されているフライトコンピュータ

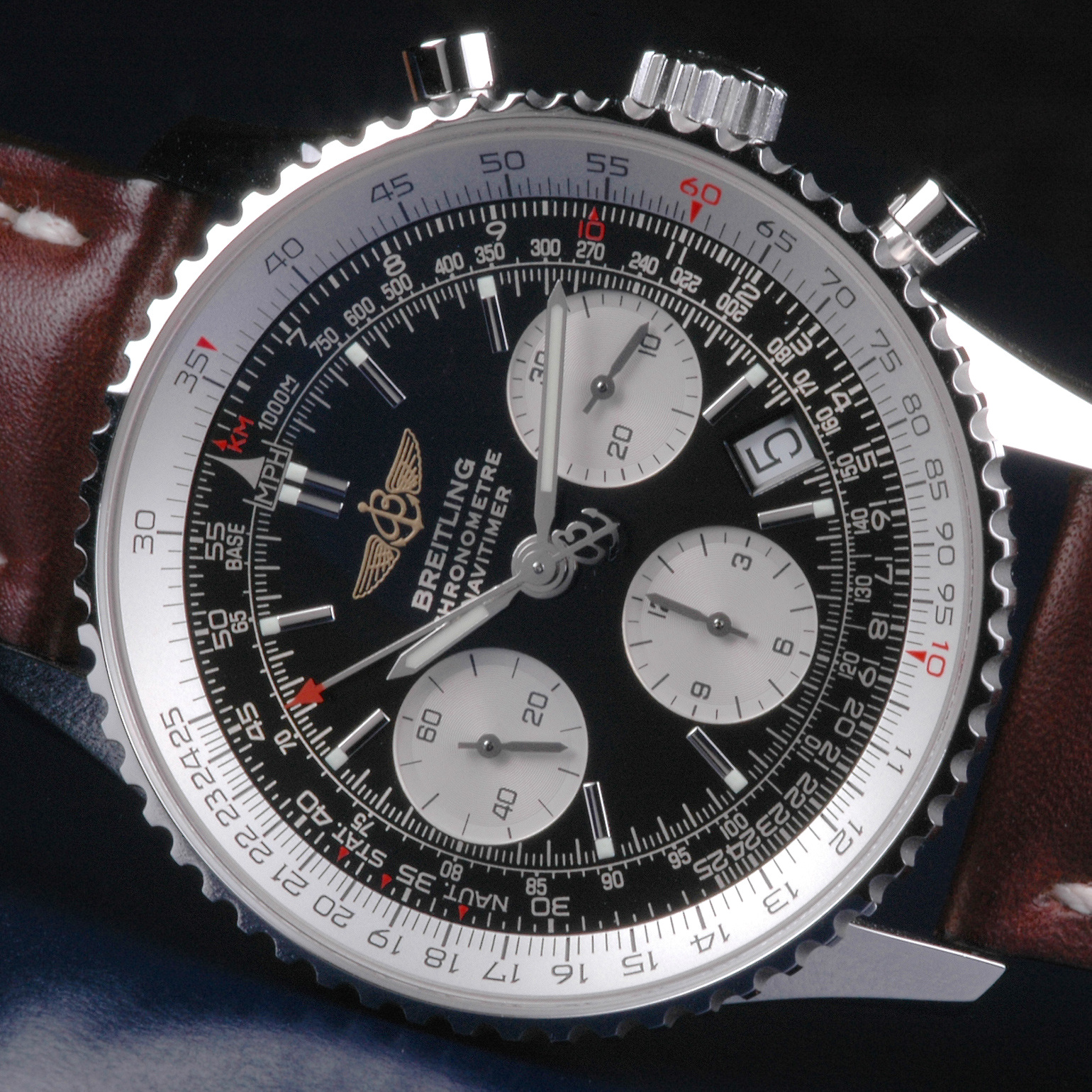
ブライトリングの『ナビタイマー』

- E6B - アメリカで主流。特許切れでコピー品も製造されている。
- AN-2 - 日本で製造されている物。コンサイス製。
- クロノマット- ブライトリングの腕時計。回転ベゼルが計算尺になっており、パイロット向けの高級腕時計として販売された。
- ナビタイマー - ブライトリングのクロノグラフ。回転ベゼルが計算尺になっており、E6Bと同じ機能を備える。